# São Domingos de Benfica (Lisabona)
São Domingos de Benfica este o freguesia portugheză a prefecturii Lisabona, situată în zona de nord a capitalei. São Domingos de Benfica are o suprafață de 4,29 km2 și avea o populație de 33.745 locuitori în anul 2011, cu o densitate de 7 702,3 locuitori / km².
São Domingos de Benfica este una din cele 12 freguesias create prin reorganizarea administrativă a Lisabonei din 7 februarie 1959, prin desprinderea unor teritorii din freguesias Benfica și São Sebastião da Pedreira. Limitele sale administrative au fost modificate prin legea nr.56 din 8 noiembrie 2012.

## Populație
| 20 137 | 27 776 | 39 209 | 35 125 | 33 678 | 33 745 |

## Clădiri și monumente de patrimoniu

Ajustări teritoriale ale freguesiei São Domingos de Benfica în 2012.

- Conac rustic de la mijlocul secolului al XIX-lea
- Palatul marchizilor de Fronteira
- Capela dos Castros (integrată în Institutul Militar Pupilos do Exército)
- Quinta das Rosas
- Quinta da Alfarrobeira
- Palatul și grădinile contelui de Farrobo
- Biserica São Domingos de Benfica
- Mormântul lui João das Regras din biserica São Domingos de Benfica
- Apeductul Águas Livres
  - Fântâna São Domingos de Benfica (1788)
  - Fântâna Santo António da Convalescença (1817)
  - Fântâna Laranjeiras (1791)
- Bairro Grandella
- Quinta do Beau-Séjour sau (Quinta das Campainhas)
- Palatul Beau-Séjour

## Atracții turistice
- Grădina Zoologică din Lisabona;
- Teatrul Tália;
- Muzeul Național de Muzică al Portugaliei;
- Biblioteca și Muzeul Republicii și Rezistenței;
- Pădurea São Domingos de Benfica;
- Estádio da Luz
- Casa do Paulo

## Sport
Cluburi sportive:
- Sport Lisboa e Benfica, Clubul de Fotbal „Os Torpedos”, Centrul Popular Muncitoresc din Bairro São João, Clubul Sportiv și Recreativ din Bairro Dona Leonor, Clubul Recreativ „Os Leões das Furnas”, Sport Fotbal Palmense, Asociația pentru Dezvoltarea Sportului Juvenil (ADDJ), Asociația Sportivă Maristas.